# احتجاجات فنزويلا 2015

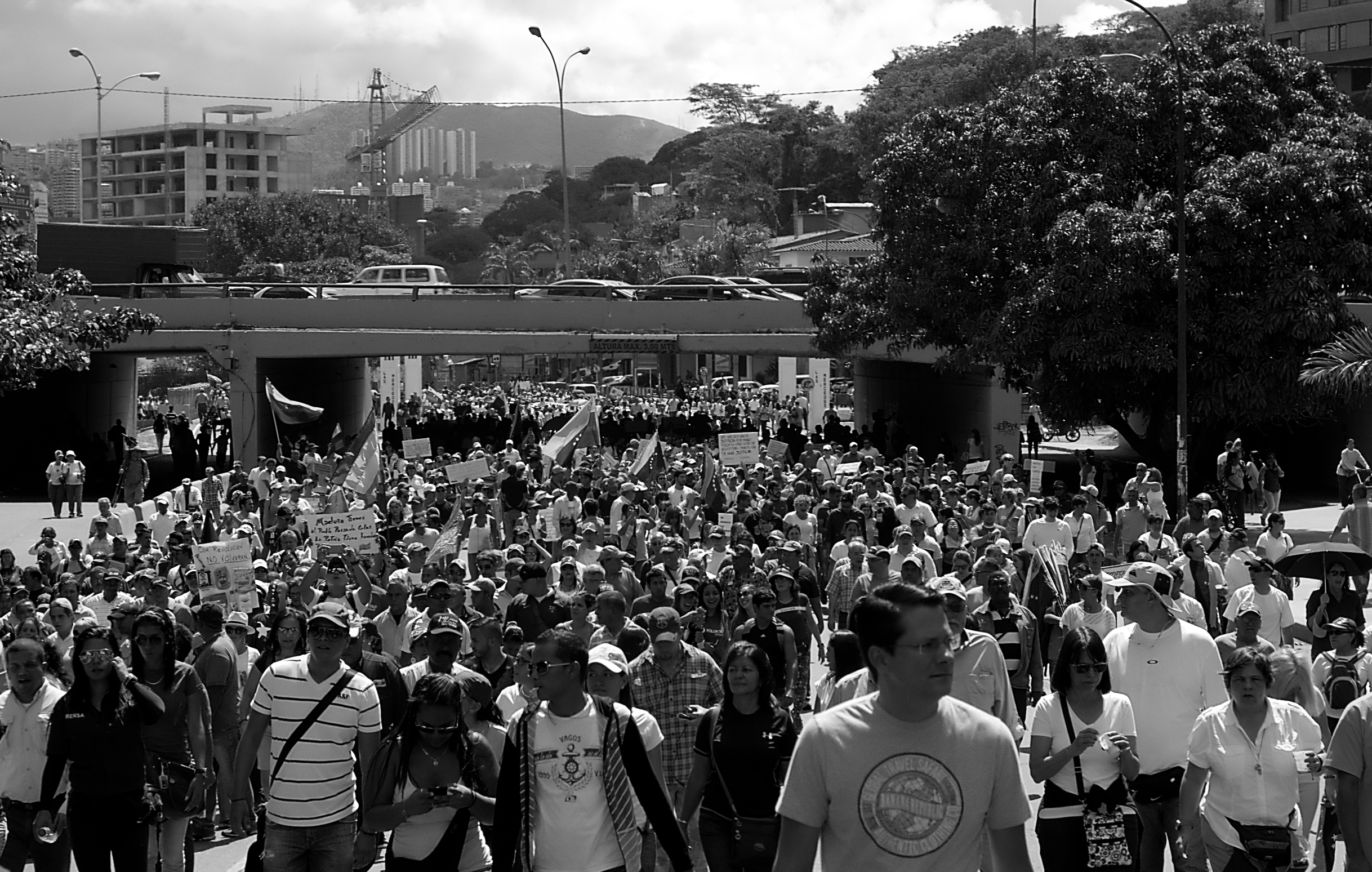
في كراكاس في 24 يناير 2015، حيث سافر عدة آلاف ضد الحكومة الفنزويلية.

بدأت الاحتجاجات الفنزويلية عام 2015 في الأيام الأولى من يناير، وقعت أول مظاهرة ضخمة في 23 يناير، بدأت سلسلة الاحتجاجات في فبراير / شباط 2014 عندما احتج مئات الآلاف من الفنزويليين بسبب ارتفاع مستويات العنف الإجرامي والتضخم والنقص المزمن في السلع الأساسية بسبب السياسات التي وضعتها الحكومة الفنزويلية. واعتبارا من كانون الثاني / يناير 2015، ألقي القبض على أكثر من 50 شخصا بسبب الاحتجاجات.

## يناير

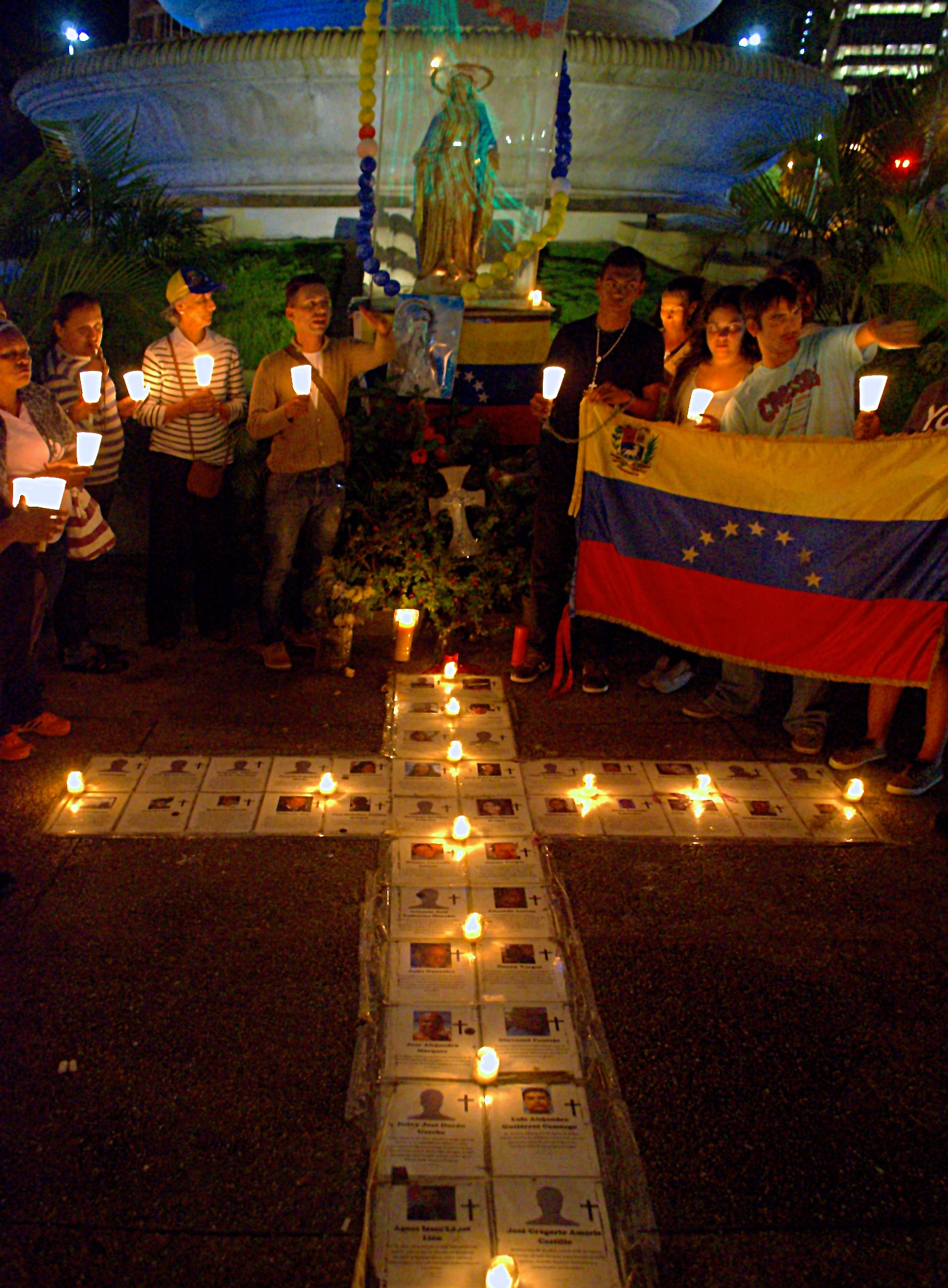
وقفة احتجاجية في 5 كانون الثاني / يناير 2015 للقتلى والسجناء خلال الاحتجاجات الفنزويلية في عام 2014.

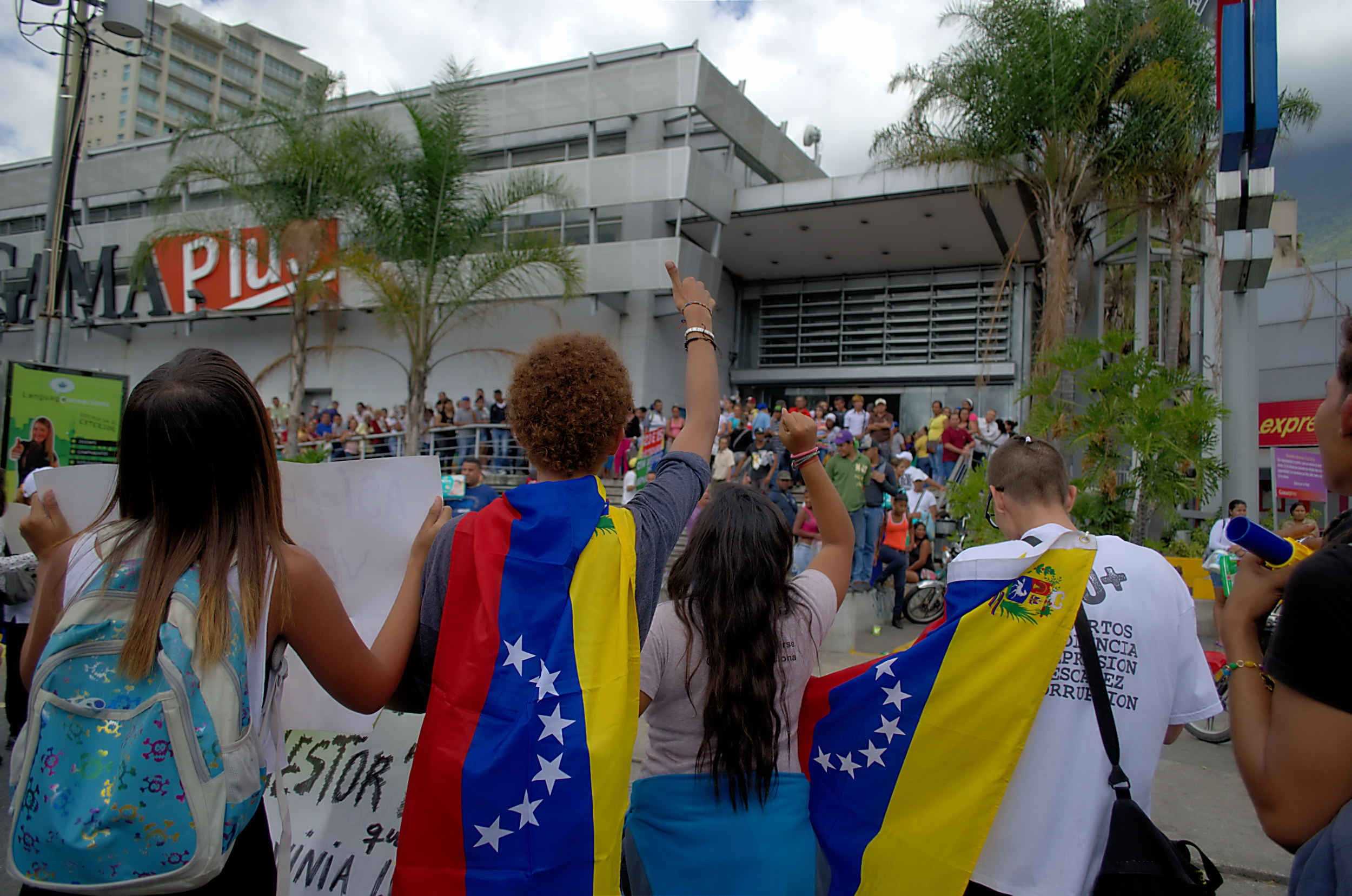
المتظاهرون يطلقون دعوات للاحتجاج لشراء السلع الأساسية.

- 1 يناير - ربط الطلاب أنفسهم معا في بلازا ألتاميرة في 18 ديسمبر 2014 بالسلاسل وطالبوا بالإفراج عن المتظاهرين المعتقلين، وذكر أن أفعالهم «حققت هدف توليد التفكير الفنزويليين حول وضع السجناء السياسيين في البلاد»، ثلاثة أشخاص ظلوا بالسلاسل معا في ماراكاي بعد ثلاثة أيام متتالية يقولون أنهم يرغبون في البقاء في الموقع لمدة ستة أيام على الأقل لكى تصل رسالتهم.[9][10]
- 3 يناير - بدأ العديد من الناس الاحتجاج في لوس تيك بسبب غلاء الأسعار.[11]
- 5 يناير / كانون الثاني - وقعت مظاهرات احتجاجية على شارع فرانسيسكو ميراندا في تشاكاو نددت بحالة الفقراء في فنزويلا بينما طالبت بالإفراج عن المتظاهرين الذين اعتقلتهم الحرس الوطني.[12]
- 6 يناير / كانون الثاني - عقد الطلاب مظاهرة سلمية على شارع لاس ديليسياس في ماراكاي لإرسال رسالة إلى فنزويلا والمجتمع الدولي تظهر التضامن مع المتظاهرين المعتقلين في حين تنتقد أيضا السياسات الأمنية للحكومة البوليفارية، وتظاهر المتظاهرون لليوم الثاني على شارع فرانسيسكو ميراندا في تشاكاو لمعالجة الأزمة الاجتماعية والاقتصادية والسياسية في فنزويلا في حين طالبوا أيضا بالإفراج عن المعتقلين.[13][14]
- 7 يناير / كانون الثاني - احتج الطلاب من الجامعة الكاثوليكية في تاشيرا سلميا على الشارع الرئيسي في سان كريستوبال الذي أسفر عن اعتقال 12 شخصا، بينهم 4 قاصرين.[15]
- 8 يناير / كانون الثاني - لليوم الرابع على التوالي، وقعت احتجاجات في تشاكاو، مما أدى إلى رد السلطات من الغاز المسيل للدموع، تم إغلاق الطريق السريع في عموم أمريكا من قبل الطلاب في لوس توك.[16][17]
- 9 يناير / كانون الثاني - بعد اشتباكات مع المتظاهرين، دمر الحرس الوطني والشرطة الوطنية تذكارات من أصيبوا أو قتلوا خلال الاحتجاجات، وألقي القبض على خمسة أشخاص في تشاكاو لامتلاكهم أقنعة واقية من الغاز، احتج سكان لا كانديلاريا بسبب نقص في المخازن.[18][19][20]
- 10 يناير / كانون الثاني - في سانتا في، أغلق المتظاهرون حركة المرور على الطريق السريع في برادوس ديل إيست وحاولوا بناء حاجز، ولكن تم تفريقهم في حوالي 30 دقيقة، ألقي القبض على 5 أشخاص في سان برناردينو بعد احتجاجهم.[21]
- 12 يناير / كانون الثاني - قال زعيم المعارضة هنريك كابريلس رادونسكي إن الوقت قد حان للفنزينيين لتعبئة النقص المتزايد والخطوط الكبيرة للأغذية في يناير / كانون الثاني، لكنهم لاحظوا أنه ليس «وقت غواريمبا»، وفي ناغواناغوا، اشتبكت الاحتجاجات والسلطات مع إطلاق الغاز المسيل للدموع من ناحية الحرس الوطني.[22][23][24]
- 13 يناير / كانون الثاني - علقت الجامعة الكاثوليكية في تاشيرا الطبقات بسبب الاحتجاجات القوية في المنطقة التي أدت إلى إصابة أكثر من 20 طالبا بجراح، واقترحت المائدة المستديرة للوحدة الديمقراطية «تعبئة» محتملة عقب دعوة وجهها هنريك كابريلس بسبب «الانتهاكات الجسيمة لحقوق الإنسان» في فنزويلا.[25][26]
- 14 يناير / كانون الثاني - احتج الطلاب في ميريدا على انعدام الأمن وكذلك نقص الغذاء والدواء، احتج الطلاب في سان كريستوبال، بوليفار من خلال منع الشوارع وحرق الإطارات.[27][28]
- 15 يناير / كانون الثاني - في جامعة لوس أنديس في تاتشيرا، داهمت السلطات الفنزويلية وربما أعضاء كولكتيفوس الجامعة بإطلاق الغاز المسيل للدموع وباكشوت في المتظاهرين الطلاب،[29][30] وقامت السلطات الفنزويلية بكسر الأبواب لدخول المرافق وإطلاق النار على الطلاب داخل المباني، وأصيب ما لا يقل عن 25 طالبا بجروح من الكريات الرصاصية والبلاستيكية التي أطلقت من السلطات الفنزويلية، وعولج الطلاب المصابون من قبل طلاب الطب في الحرم الجامعي من أجل تجنب الاعتقالات، في ميريدا، احتج الطلاب مرة أخرى.[28][30][30]
- 18 يناير / كانون الثاني - واجه المتظاهرون السلميون من قبل الحراس الوطنيين خلال حلبة فويلتا تاتشيرا عام 2015.[31]
- 19 كانون الثاني / يناير - احتج المدرسون النشطون والمتقاعدون في تاشيرا مطالبين باستقالة المجلس الإقليمي والمدير الوطني لمعهد الحكومة الفنزويلية لموظفي الضمان الاجتماعي والرعاية الاجتماعية التابع لوزارة التعليم بسبب ما يسمونه الدعايات التي تنتجها المؤسسة.[32]
- 22 يناير / كانون الثاني - في بيار، احتج أعضاء غرفة التجارة والصناعة على المطالبة بالحماية من حكومة الولاية ووكالات إنفاذ القانون والسلطات الإقليمية.[33]
- 23 يناير / كانون الثاني - تجمع الفنزويليون في جميع أنحاء البلاد مع المعارضة حيث نددوا بعدم قدرة الحكومة الفنزويلية المطالبة بالحرية والديمقراطية في حين احتفلوا بنهاية ديكتاتورية ماركوس بيريز جيمينيز في فنزويلا، وتظاهر الآلاف بشكل سلمي من خلال مسيرة في ميريدا، حيث نددوا في مسيرة أكثر من 4 كم بالوضع الاقتصادي في فنزويلا بدات المسيرة من جامعة لوس أنديس إلى مكتب أمين المظالم، وبعد ساعة من انتهاء المسيرة، تجمع احتجاج منفصل واجهه سائقو الدراجات النارية الذين ضربوا طالبا واحدا، وأطلقوا النار عليهم في الكاحل، كما وقعت مواجهات في ميريدا بين المتظاهرين والسلطات الفنزويلية التي أسفرت عن استخدام الحرس الوطني للقوة ضد المتظاهرين، ووقعت الاشتباكات في ميريدا بعد أن واجهت السلطات الفنزويلية احتجاجا من المواطنين الذين احتجزوا بسبب نقص الغاز في منازلهم لما يقرب من أسبوعين، دعت مجموعة المعارضة المسلحة إلى احتجاج على مستوى البلاد.[2][34][35][36][37][38]
- 24 يناير - احتج عدة آلاف من الفنزويليين في كاراكاس ضد النقص في المنتجات وطالبوا بالتغييرات في الحكومة الفنزويلية.[39][40] في زوليا، عقدت مسيرة من جامعة زوليا إلى جمهورية بلازا، حيث أقيمت خطابات من قادة المعارضة، وكانت الاحتجاجات أقل من المظاهرات المنظمة الأخرى في عام 2014 لأن الفنزويليين يخشون من حملة القمع الحكومية ومنهم من كان مشغول بنقص المنتجات في البلاد.[40][41]
- 25 يناير / كانون الثاني - في تشاساو، احتج السكان في المساء تحت إشراف السلطات الفنزويلية.[42]
- 26 يناير / كانون الثاني - في لوس تيك، احتج طلاب كلية لوس تيك «سيسيليو أكوستا» (CULTCA) مما أدى إلى رد من الحرس الوطني داخل الحرم الجامعي باطلاق الغاز المسيل للدموع والرصاص المطاطي. [43]
- 27 كانون الثاني / يناير - أعلنت حكومة فنزويلا باستخدام القوة المميتة بوصفها «الملاذ الأخير» للاحتجاجات رغم الحظر الدستوري على استخدام الأسلحة السامة أو استخدام الأسلحة النارية، وفي ميريدا، ألقي القبض على 18 طالبا، بينهم عدة قاصرين، في المساء بزعم أنهم جزء من احتجاج.[44][45]
- 28 كانون الثاني / يناير - في جامعة رافاييل بيلوسو تشاسين (Urbe) في ماراكايبو، دعا الطلاب المحتجون باطلاق سراح الطلاب الآخرين الذين ألقي القبض عليهم من قبل.[46]
- 29 يناير / كانون الثاني - أطلق سراح الطلاب ال 18 الذين ألقي القبض عليهم في ميريدا بعد اعتقالهم لمدة يومين.[47]

## فبراير

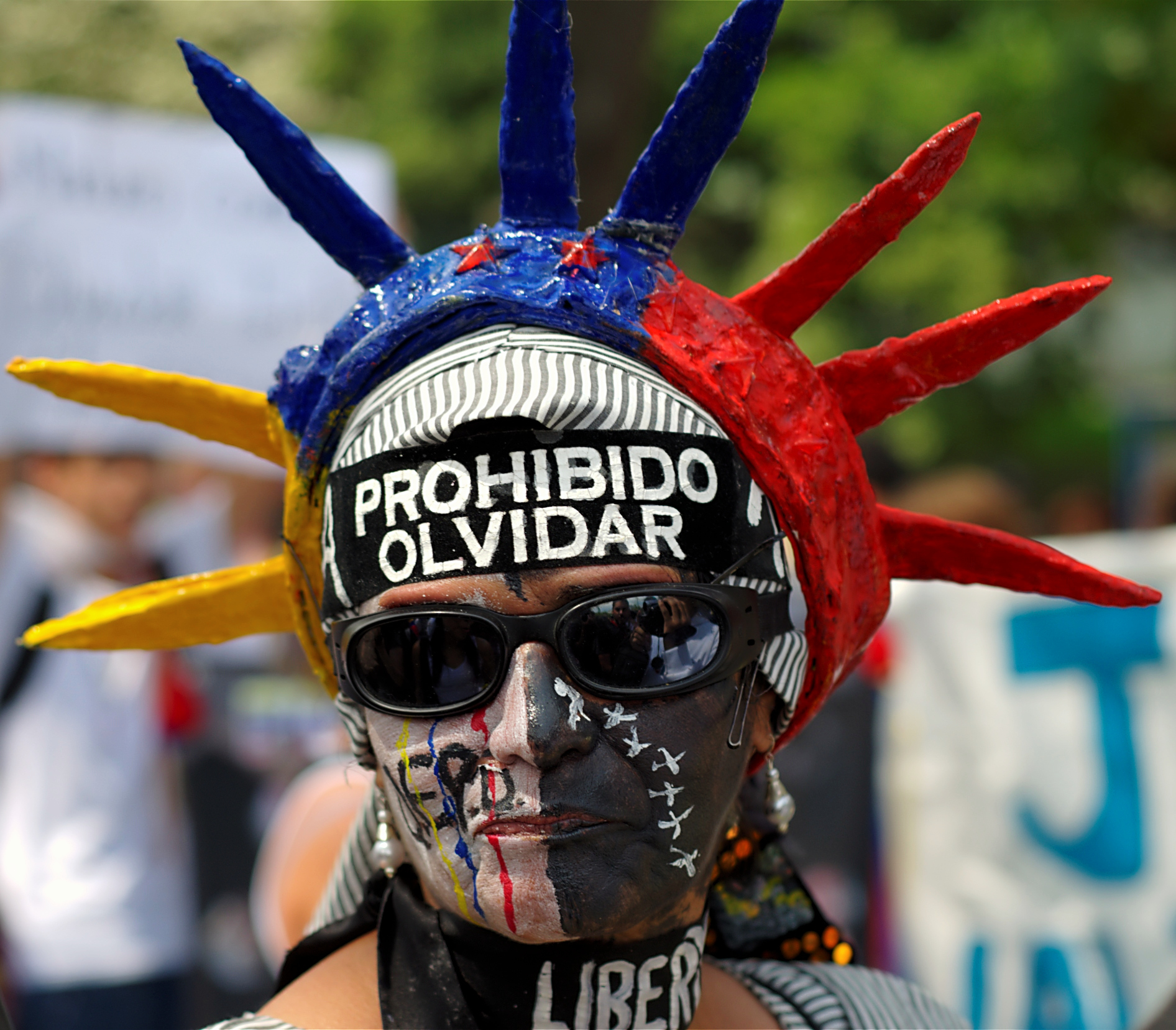
التظاهرة التي دعا إليها الطلاب في 12 فبراير في كاراكاس.

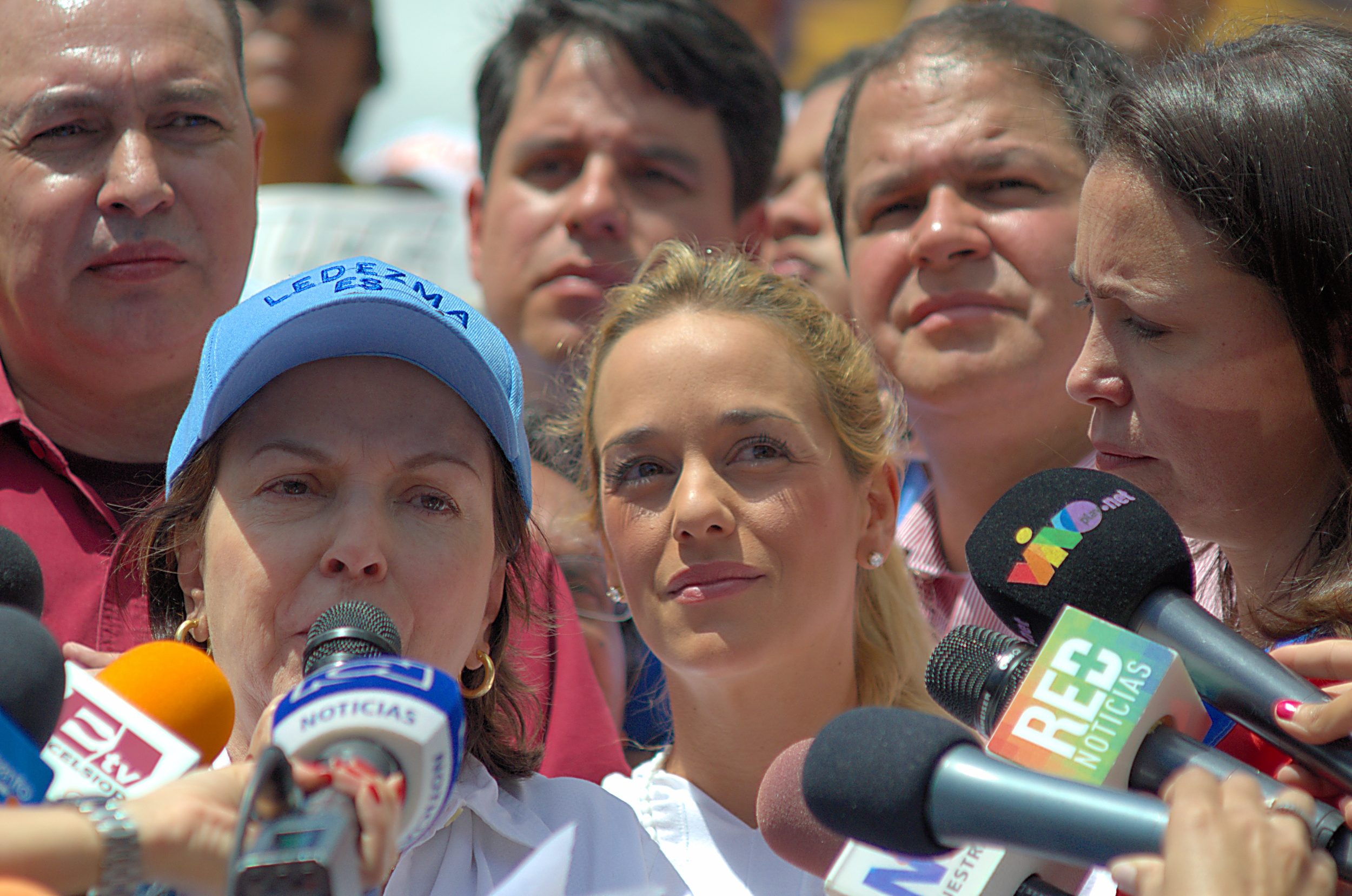
ماريا كورينا ماشادو وليليان تينتوري، اللتين تدعمان السيدة ميتزي كابريلز دي ليديزما، زوجة عمدة مدينة كاراكاس في اجتماع عقد في 20 شباط / فبراير.

- 3 شباط / فبراير - طالب طلاب جامعة لوس أنديس بمسيرة إلى وزارة الشؤون العامة في ميريدا في 12 شباط / فبراير، احتفالا بوفاة أولئك الذين قتلوا في ذلك اليوم قبل عام، والمطالبة بالإفراج عن الطلاب المقبوض عليهم.[48]
- 4 فبراير / شباط - في ميريدا، احتج أعضاء «حركة التحرير» في جامعة لوس أندس مع السكان الذين طالبوا باستقالة الرئيس مادورو.[49]
- 7 شباط / فبراير - في حي لا أوربينا في بلدية سوكري، بدأ السكان الاحتجاج على قتل امرأة أثناء عملية سطو، حيث طالب المواطنون بتحسين أمن الشرطة في حين ذكروا أن أربع عمليات سطو تقع يوميا في المنطقة.[50]
- 9 شباط / فبراير - احتج الطلاب في سان كريستوبال مطالبين باستجابة من زعيم الحزب الاشتراكي الموحد الفنزويلي ومحافظ تاشيرا خوسيه فيلما مورا الذي لم يرد على الرسالة التي سلمت اليه.[51][52]
- 10 فبراير / شباط - أصيب ثلاثة طلاب متظاهرين من الجامعة الكاثوليكية في تاشيرا بجروح ناجمة عن إصابات في سان كريستوبال عندما أطلقت الشرطة الوطنية النار عليهم أثناء محاولتهم الاختباء من النيران.[53][54] تم العثور على ثقوب رصاص على المركبات وأغلفة قذائف، في الجامعة الكاثوليكية تاشيرا.[53][55] أعلنت الحركة الطلابية في غيانا مسيرة في 12 فبراير / شباط مع الحركة الطلابية في اتحاد الجمهوريات الاشتراكية السوفياتية عن طريق الإعلان عن مواجهة مضادة لمواجهة المتظاهرين في وجهة مسيرتهم في حين خططت أيضا لدعم الحرس الوطني.[56]
- 11 شباط / فبراير - أعلن حاكم تاتشيرا خوسيه غريغوريو فيلما مورا أن العميد إسبينال أليكسيس فرنانديز حل محل جوني كامبوس رئيسا للشرطة الوطنية عقب إطلاق النار الذي وقع في اليوم السابق لثلاثة طلاب كاثوليكيين من طلاب تاشيرا.[57]
- 12 فبراير - في كاراكاس وسان كريستوبال سار المئات للاحتفال ببدء الاحتجاجات في عام 2014، كما وقعت مواجهات بين الشرطة والمتظاهرين في كلتا المدينتين مما أدى إلى وقوع إصابات واعتقالات، حيث قام المتظاهرون بإلقاء الحجارة وجعل الحواجز ضد الشرطة في كاراكاس والمتظاهرين الذين كانوا يلقون الأنابيب وقنابل المولوتوف على الشرطة بعد مواجهتهم خلال مسيرة في سان كريستوبال، كما عقد مؤيدو الحكومة مظاهرة كبيرة بالآلاف في كراكاس دعما للرئيس مادورو، فضلا عن حفلة عيد الشباب في المدينة احتفالا بالعطلة.[58][58][58]
- 13 فبراير - وفقا لخوسيه فيلما مورا، ذكر حاكم ولاية تاتشيرا والحليف السياسي للرئيس مادورو أنه تم القبض على 11 شخصا خلال مظاهرات الشوارع في 12 فبراير / شباط حيث أصيب 14 ضابطا من الشرطة الوطنية في هجوم، كما أمرت محكمة تاشيرا باثنين من ضباط الشرطة المشتبه في قيامهما بإطلاق النار على طالب محتجز بانتظار توجيه تهم رسمية بمحاولة القتل والاستخدام غير المشروع للاشتباه في أسلحتهم في الخدمة، ووقعت احتجاجات بالقرب من ألتاميرة بلازا في شارع فرانسيسكو ميراندا أفينيو حيث أوقف المتظاهرون حركة المرور التي تندد باعتقالات وإحياء ذكرى القتلى في احتجاجات عام 2014.[51][51][59]
- 14 فبراير / شباط - أطلق سراح المتظاهرين وظل أحدهما محتجزا عقب احتجاجات 12 فبراير / شباط في سان كريستوبال.[60]
- 16 فبراير / شباط - أعلن اتحاد عمال المؤسسات الحرجية إضرابا واحتجاجا، مطالبا الحكومة بإتمام الوعود التي قطعها الرئيس السابق تشافيز والتي تنطوي على ترقيات في التكنولوجيا التي لم تكتمل والتي تسببت في انخفاض الإنتاج مع المطالبة أيضا بدفع أفضل.[61]
- 19 فبراير / شباط - احتج الطلاب بالقرب من الجامعة الكاثوليكية في تاشيرا ضد الحكومة وأصيب بعضهم بجروح من جراء إطلاق النار عليهم.[62]
- 20 فبراير / شباط - في كراكاس، وقعت مظاهرات تندد باعتقال عمدة المعارضة أنطونيو ليديزما خلال احتجاجات العام السابق.[63]
- 22 فبراير / شباط - وقعت اشتباكات بين طلاب جامعة تاشيرا الكاثوليكية والسلطات الفنزويلية بعد مقتل طالبين كانوا ملتزمين وأطلقوا النار عليهم حتى الموت.[64]
- 24 شباط / فبراير - حدثت أول حالة من احتجاجات عام 2015 أثناء الاحتجاجات والاشتباكات بالقرب من جامعة تاتشيرا الكاثوليكية في سان كريستوبال عندما قتل كلويبرث روا نونيز، وهو طالب في المدرسة الثانوية يبلغ من العمر 14 عاما، بالرصاص في رأسه من قبل ضابط شرطة.[65][66][67][68] ووفقا للشهود، كلويبرث، الذي كان في وسط الميدان دون قصد، وضرب بينما كان يحاول الاختباء تحت سيارة، وقال أحد الشهود إن الضابط أطلق النار على ابنه البالغ من العمر 14 عاما في نقطة فارغة بعد أن سقط على الأرض، وألقي القبض على الضابط وأدان الرئيس مادورو علنا بالقتل، ووفقا لمسؤولين حكوميين فنزويليين، أصيبت 6 سلطات عندما زعم أن المتظاهرين أصبحوا عنيفين، حيث قال مسؤولون إنهم قاموا بوضع الحواجز واستخدموا زجاجات المولوتوف.[68][69][70][71]
- 25 شباط / فبراير - تظاهر الطلاب بالكتب المدرسية المغطاة بالدم المزيف بالقرب من مقر وزارة الداخلية والعدل والسلام في بلدية ليبيرتادور مطالبة الوزير كارمن ميلينديز تيريزا ريفاس للتحقيق في وفاة كلويبرث روا نونيز وإلغاء القرار 8610، وهو القرار الذي يمنح السلطات الفنزويلية لاستخدام القوة المميتة ضد المتظاهرين، في باريناس، احتج طلاب جامعة سانتا ماريا ضد استخدام القوة المميتة ضد المتظاهرين في حين نددوا أيضا بقتل روا نونيز وطالبوا بإلغاء القرار 8610.[72][73]
- 26 فبراير - احتج سكان ميريدا على مقتل كلويبرث روا نونيز وغنى النشيد الوطني.[74]
- 27 فبراير - بدأ الطلاب في جمع التوقيعات لإلغاء القرار 8610، وهي اللائحة التي تسمح باستخدام القوة القاتلة للسيطرة على الاحتجاجات.[75]
- 28 فبراير - سافر الآلاف في سان كريستوبال حيث نددوا بالقمع من قبل الرئيس مادورو وقتل كلويبرث روا نونيز، بمشاركة ماريا كورينا ماتشادو ووالدي كلويبرث في المسيرة، بدأت جماعات المعارضة في جمع التوقيعات للاتفاق الوطني للانتقال في مدن مختلفة في جميع أنحاء فنزويلا.[76][77]

## مارس
- 2 آذار / مارس - في ميريدا، أفادت التقارير بأن جماعات مسلحة من الكولكتيفوس هاجمت جامعة لوس أنديس، من المفترض أنها كانت فقط للتخويف، وأطلقت النار على الطلاب وأعضاء هيئة التدريس، بينما كانت تحتجز أيضا 3 طلاب كرهائن كما قامت بسرقة ممتلكات الطلاب، في ولاية فاليرا بولاية تروخيو، احتج الطلاب على وفاة كلويبرث روا نونيز، مما أدى إلى اشتباكات بين المتظاهرين والسلطات الفنزويلية.[78][79][80]
- 4 مارس / آذار - بدأت الاحتجاجات في ست مجتمعات على الأقل بين ولاية بوليفار ودلتا أماكورو مع المجتمعات المحلية لتشكو مجالسها من مشاكل في المرافق في المنطقة.[81]
- 5 مارس - استمرت الاحتجاجات على المرافق غير الكافية في المجتمعات المتعددة بين ولاية بوليفار ودلتا أماكورو لليوم الثاني.[81]
- 6 مارس - حجب المتظاهرون ساعات المساء - فرانسيسكو ميراندا أفينو بالقرب من بارك ديل إستي وبارك كريستال في كاراكاس.[82]
- 8 آذار / مارس - أثناء الاحتفال باليوم الدولي للمرأة في كراكاس، شاركت الأمهات مع أزواجهن وأطفالهن في مسيرة بقيادة ماريا كورينا ماتشادو، أدانت القرار 8610، وقد سارعت النساء في ميريدا إلى التنديد بالقرار 8610 وطالبوا بالعدالة للطلاب والأشخاص الذين قتلوا خلال الاحتجاجات.[83][84]
- 10 مارس - احتج طلاب الطب في جامعة فنزويلا المركزية على الأزمة الصحية في فنزويلا وطالبوا بالحلول، وفي تاشيرا وفالنسيا، احتج السكان أيضا على الأزمة الصحية وطالبوا بتحسينات في مراكز الرعاية الصحية.[84][85]
- 11 مارس - احتج الطلاب في جامعة فنزويلا المركزية على انعدام الأمن في المنطقة.[86]
- 12 آذار / مارس - قام رودولفو غونزاليس بالانتحار في مقر سيبين وهو طيار تجاري متقاعد تم اعتقاله بتهمة ارتكاب احتجاجات عنيفة.[87]
- 16 مارس - خارج الجامعة التجريبية الوطنية في تاشيرا، قامت مجموعة مجهولة من المتظاهرين بإغلاق الطرق وحرقت سيارة.[88]
- 17 آذار / مارس - خطط المدرسون في جميع أنحاء فنزويلا لإضراب على الصعيد الوطني بعد أن رفض وزير التعليم هيكتور رودريغيز تحديد الأجور التي أصبحت غير كافية بسبب ارتفاع مستوى التضخم في فنزويلا، وأطلق سراح المتظاهر كريستيان هولاك، الذي تم تجهيزه جنبا إلى جنب مع ليوبولدو لوبيز.[89][90]
- 18 آذار / مارس - أطلق سراح ثلاثة متظاهرين محتجزين منذ عام 2014، هم وجولفر بوليدو، وخوان إسكويدا، وميغيل أنخيل نييتو.[89]
- 20 مارس / آذار - ألقي القبض على ثلاثة طلاب أثناء احتجاجهم في ساحة ألتاميرة واحتجزوا في مقر سيبين.[91]
- 21 مارس / آذار - اعتقلت شرطة سيبين المحتجين أثناء الاحتجاج في ساحة ألتاميرة، وكانوا من سكان مدينة سان خوسيه وريكو شيكو، احتجت ولاية ميراندا ضد انعدام الأمن وعطلت الطرق بعد وقوع جريمة قتل في المنطقة.[92][93]
- 24 مارس / آذار - بعد محاولات خطف وقتل للأطفال في أحياء كراكاس بزعم حصاد الأعضاء، احتج سكان بيتاري في بلدية سوكري بالقرب من ألتاميرة.[94][95] احتج المئات من سائقي الدراجات النارية من خلال منع الشوارع في جميع أنحاء كراكاس وتجمعوا للاحتجاج أمام مقر فنزويلا للتلفزيون، وقال عمدة سوكري، كارلوس أوكاريز، إن شكاوى رسمية قدمت بشأن اختطاف الأطفال.[94][94][96]
- 25 مارس - احتج السائقون قرب بيتاري ضد انعدام الأمن من خلال منع الوصول إلى المنطقة بالشاحنات والحافلات.[97]

## أبريل
- 5 أبريل - في أعمال احتجاج ضد الحكومة الفنزويلية وحكومة الولايات المتحدة، قام كل من الموالين للحكومة والمعارضة بحرق جثث العديد من المسؤولين خلال بعض احتفالات عيد الفصح التقليدية لحرق يهوذا، وحرق أنصار الحكومة دمى تمثل رئيس الولايات المتحدة باراك أوباما ومسؤول المعارضة هنريك كابريلس على التلفزيون الحكومي الفنزويلي.[98][98][99] وفي الوقت نفسه، أحرق الأفراد الذين يدعمون المعارضة جهود الرئيس مادورو، ديوسدادو كابيلو وغيرهم من المسؤولين الفنزويليين.[98]
- 6 أبريل - أعلن عمال المستشفى الجامعي الجامعي أنهم قد يحتجون مرة أخرى حتى يتم سماع دعواتهم منذ تباطؤ الحوار مع وزارة الصحة، وفي مجتمع لوس إجيدوس، أغلق السكان طريقا احتجاجا على نقص المياه لأكثر من ستة أشهر في المنطقة، مما ترك أكثر من 1.550 شخص دون ماء بينما احتج آخرون على الزيادة المزعومة في أسعار النقل في المنطقة.[100][101]
- 13 أبريل - احتجت وزارة القوى الشعبية للعاملين الصحيين على ظروف العمل السيئة، وطالبوا بتلقي أجور لم يتلقوها خارج وزارة الطاقة الشعبية للصحة، [102]
- 14 أبريل / نيسان - في بويرتو لا كروز، قام المتظاهرون بإغلاق الشوارع عن طريق حرق الإطارات في الطريق بالقرب من متجر بدفال الذي تديره الدولة.[103]
- 15 أبريل / نيسان - في جامعة فنزويلا المركزية، احتج العمال على خلافات حول الاتفاقات الجماعية وتم تطويقهم من قبل الحرس الوطني.[104]
- 24 أبريل - ظهر المتظاهرون خارج سوق بدفال التي تديره الدولة مرة أخرى في بويرتو لا كروز بعد أن أفاد المواطنون أنهم كانوا يحجبون الأجهزة من بيعها إلى العملاء مع ثلاثة رجال يذكرون أنهم تعرضوا لهجوم من قبل الشرطة.[105]
- 25 أبريل / نيسان - في كراكاس، وقعت احتجاجات على شارع كافيه، وبالقرب من سان لويس بوليفارد مع أفراد ينددون بارتكاب جرائم متزايدة في المدينة.[106]

## مايو
- 1 أيار / مايو - أطلق سراح المحتجين بابلو استرادا وإدواردو كولمناريس وراؤول لوبيز وروزا ريفاس، الذين اعتقلوا جميعا في يوليو / تموز 2014، وفقا لمحاميهم.[107]
- 2 مايو - احتجاج المقيمون في 23 دي إينيرو بسبب نقص الغاز في المنطقة التي استمرت عدة أيام.[108]
- 7 مايو / أيار - احتج طلاب جامعة فنزويلا المركزية على انعدام الأمن من خلال منعهم من الوصول إلى ساحة فنزويلا بعد مقتل طالب في اليوم السابق.[109]
- 11 أيار / مايو - قام سكان بلدة كلارينس بإغلاق الطرق وحرق الإطارات في الطرق أثناء احتجاجهم على عدم وجود المياه في منازلهم لأكثر من شهر، حيث ذهب العمدة مايكو ماريرو إلى المظاهرة وبدأ توزيع المياه بشاحنات صهريجية، احتج المواطنون في كارابوبو على الطرق المحاصرة وطالبوا بتخصيص منازل لهم.[110][111]
- 15 مايو - تم سلب وقتل زعيم الطالب كونان كوينتانا مع شخص آخر على بعد مبنيين من مقر وزارة الداخلية والعدل، مما أدى إلى احتجاجات فورية بالقرب من المقر الرئيسي.[112]
- 16 مايو / أيار - احتج أكثر من 150 شخصا في كراكاس خارج مقر وزارة الداخلية والعدل عقب مقتل كونان كوينتانا، وفي ميريدا، احتج الطلاب أيضا على اغتيال كوينتانا في حجب شارع لاس أميريكاس، مما أدى إلى قيام ضباط بوليمريدا بإطلاق النار على المتظاهرين من أجل تفريقهم.[113][113]
- 18 مايو / أيار - في سان برناردينو، احتجت أمهات مرضى السرطان خارج مستشفى خوسيه مانويل دي لوس ريوس للأطفال بسبب عدم العناية بأطفالهن الذين لم يتلقوا العلاج لمدة خمسة أشهر على الأقل.[114]
- 19 مايو - احتج المئات من الناس في تاشيرا لأسباب مختلفة تتراوح بين المدفوعات إلى قضايا الفائدة.[115]
- 23 أيار / مايو - بعد أن أفيد بأن زعيم المعارضة دانيال سيبالوس نقل إلى أحد سجون فنزويلا العامة الأكثر عنفا، أعلن كابيلوس وليوبولدو لوبيز أنهم بدأوا إضرابا عن الطعام، ودعوا الفنزويليين إلى إجراء احتجاج جماعي في الأسبوع المقبل.[116]
- 26 مايو / أيار - احتج حوالي 500 من العاملين في مجال التعليم خارج قصر ميرافلوريس وطالبوا ممثل عن الرئيس مادورو بالاستماع إلى تعقيداتهم المتعلقة بالأجور والاستحقاقات. [117]
- 27 مايو - أعلن الائتلاف المعارض أنهم لن يشاركوا في مظاهرات 30 مايو، على الرغم من أن زعيم المعارضة هنريك كابريلز قال إنه سيشارك شخصيا.[118]
- 28 مايو / أيار - سار مئات الطلاب في زوليا مطالبين باحترام حقوق الإنسان والمزيد من الأمن، احتج سائقو سيارات الأجرة في بيتاري في كاراكاس ضد انعدام الأمن الذي يعرقل الطرق في الحي.[119][120]
- 30 مايو - احتج نحو 200.000 فنزويلي في جميع أنحاء البلاد من خلال مسيرة في مدن مثل ماراكايبو وفالنسيا وباركيسيميتو وكراكاس للمطالبة بالإفراج عن المعتقلين خلال الاحتجاجات السابقة والضغط على الحكومة الفنزويلية في تحديد موعد للانتخابات في الكونغرس، خوفا من أن الحكومة سوف تلغي التصويت للحفاظ على السلطة.[121][122]

## يونيو
- 8 يونيو - بدأت مجموعة من الطلاب من اتحاد المراكز الجامعية بجامعة زوليا إضرابا عن الطعام لجذب الانتباه الدولي إلى الأزمة في فنزويلا.[123]
- 11 يونيو / حزيران - اعتقل الحرس الوطني سبعة من زعماء المعارضة الذين أرادوا بدء إضراب عن الطعام أمام مقر المجلس الوطني للانتخابات في كراكاس.[124]
- 14 يونيو / حزيران - زعم المحتجون أن السلطات الفنزويلية هاجمت المضربين عن الطعام في ماريا أوكسيليادورا في تروخيو.[125]
- 18 يونيو / حزيران - شجب أعضاء مجلس الشيوخ البرازيليين، بمن فيهم رونالدو كايادو وإيسيو نيفيس، أنهم لم يتمكنوا من زيارة ليوبولدو لوبيز بسبب إعاقة وصولهم وهجومهم من قبل أنصار الحكومة.[126][127][128] عقد المزارعون في أرور مسيرة تطالب الحكومة الفنزويلية باتخاذ إجراءات لمكافحة النقص وانتقدت التغيير المتكرر للوزراء.[129]
- 19 يونيو / حزيران - احتج عمال إمبريساس بولار ضد الحكومة الفنزويلية، ونددوا بعدم وجود المواد الخام ورفض توزيع العملة اللازمة للشركة.[130]
- 22 يونيو / حزيران - احتجت قافلة من سائقي وسائل النقل العام على طريق برادوس دل إيستي السريع بسبب النقص في قطع الغيار والإطارات، مشيرا إلى أنها سترسل رسالة إلى وزير الداخلية في بلازا فنزويلا.[131]
- 23 يونيو / حزيران - أنهى ليوبولدو لوبيز إضرابه عن الطعام بعد أن تم تنفيذ أحد مطالبه، وهو إعلان الانتخابات البرلمانية، عندما أعلن المجلس الانتخابي الوطني إجراء انتخابات في 6 ديسمبر / كانون الأول لعضوية مجلس النواب، وأنهت منظمات أخرى إضرابها عن الطعام لمدة شهر تقريبا مع لوبيز.[132][133]
- 25 يونيو / حزيران - في جزيرة مارغريتا، بدأ السكان الذين اضطروا إلى الانتظار في خطوط في الأسواق مثل بدفال وماكرو التي تديرها الحكومة للاحتجاج على منع الطرق.[134]
- 26 حزيران / يونيه - عقدت مسيرة من مقر سيوداد بانيسكو في مونتي بيلو إلى ساحة تشاكايتو بريون التي نظمها مجلس الصحفيين الوطنيين واتحاد معلمي جامعات فنزويلا، وتظاهرت جماعات الصحفيين من أجل حرية التعبير وشجب الهجمات على الصحفيين.[135]
- 29 يونيو / حزيران - احتج سائقو سيارات الأجرة للدراجات النارية أمام مقر حاكم ولاية لارا، ونددوا بالتحرش المزعوم من السلطات الفنزويلية.[136]

## يوليو
- 16 يوليو / تموز - احتجت وزارة البيئة والإسكان على مطالبة الرئيس مادورو بزيادة مرتباتهم.[137]
- 17 يوليو / تموز - احتج سكان باريناس على الطريق إلى ميريدا بسبب نقص الطعام والضروريات الأساسية التي تطلب من العمدة لويس هنريكيز من بلدية بوليفار القيام بالأعمال اللازمة للحصول على هذه السلع. [138]
- 20 تموز / يوليه - في كاتيا، احتج السكان على انعدام الأمن وطالبوا السلطات الفنزويلية بدوريات في المنطقة لمكافحة الجريمة.[139]

## أغسطس
- 8 أغسطس - تم إجراء مظاهرة ضد نقص المنتجات في فنزويلا في شرق كراكاس.[140] على الرغم من أن عدد المشاركين كانوا أصغر من المظاهرات السابقة ربما بسبب انشغال الفنزويليين بإيجاد الغذاء وغيرها من المنتجات.[140]